# Subotičke novine
Subotičke novine su tiskani medij iz grada Subotice. Izlaze od 1. siječnja 1893. godine.
U početku, list je izlazio s podnaslovom bunjevačko-šokački nedeljni list za misne obće stvari, prosvitu, zabavu i gazdinstvo, a izdavan je do 4. lipnja 1898. Prvi izdavač je bio Mladen Karanović.
Novine u današnjem obliku izlaze od 26. lipnja 1956.

## Povijest
Pokretač obnove njihova izdavanja bio je subotički župnik i preporoditelj bačkih Hrvata Blaško Rajić 1920. Najprije izlaze pod imenom Novine, a od 1921. kao Subotičke novine, i glasilo su kršćanskog i narodnog udruženja. Tako su izlazile od 13. svibnja 1920. do 1. rujna 1923. Početkom 1920. su izlazile kao list Hrvatske seljačke stranke.
Kad ih je karađorđevićevski režim zabranio, Blaško Rajić ih je preimenovao i nastavio izdavati, u razdoblju od 5. siječnja 1924. do 2. studenoga 1929. pod novim imenom "Hrvatskih novina". Za vrijeme Šestosiječanjske diktature, kada je kralj Aleksandar Karađorđević uveo diktaturu i zabranio porabu nacionalnih imena, izlaze od siječnja 1930. do 4. travnja 1941. pod imenom Subotičke novine. Tada ih je izdavao Miško Prčić, a kasnije opet Blaško Rajić.
Krajem 1939. u Subotičkim je novinama novinar Joso Šokčić, koji je godinama poricao hrvatstvo Bunjevaca, objavio glasovito otvoreno pismo naslova Kraj jedne zablude. U njemu je javno priznao da je živio u zabludi "da su Bunjevci neka četvrta nacija" te je potom predao uređivanje i vlasništvo nad listom Nevenom svećeniku Blašku Rajiću.
Subotičke novine (pod raznim imenima) su bile izlazile tjedno, dvotjedno i mjesečno, od 1920. do 1941., odnosno do napada Osovinskih sila na Kraljevinu Jugoslaviju.
Nakon završetka neprijateljske okupacije i ratnih operacija na području Bačke, list ponovno izlazi. 

Prvo je izašao pod imenom Slobodna Bačka (16. listopada 1944.). Nakon toga, list je promijenio ime, te izlazi pod imenima Radio vijesti i Radio vesti, u usporednim izdanjima.

Od 31. svibnja 1945. izlaze pod imenom pod imenom Slobodna Vojvodina, pod kojim izlaze sve do 25. kolovoza 1945., kada mijenjaju ime u Hrvatska riječ. Pod tim su imenom izlazile do 3. kolovoza 1956., kada su Odlukom Kotarskoga (srp. sreskog) odbora SSRN Vojvodine, zbog ondašnje politike jugoslavenskih vlasti, kojom su uklanjani atributi „hrvatski“ iz naziva svih ustanova Hrvata na području Vojvodine, promijenile ime.

Od tad su nastavile izlaziti s imenom Subotičke novine.

## Glavni i odgovorni urednici
(popis nepotpun)
- Blaško Rajić (1920. – )

- Matija Evetović (13. svibnja 1927. – 4. studenoga 1927.), a izdavač Marko Stipić

- Miško Prćić (1930. – 1931.)
- Blaško Rajić (1931. – )
- Dojčilo Mitrović (16. listopada 1944. – 14. siječnja 1945.)
- Josip Šokčić (25. siječnja 1945. – svibnja 1945.)
- Dragutin Franković (31. svibnja 1945. – 12. travnja 1946.)
- Antun Vojnić Purčar (12. travnja 1946. – 27. kolovoza 1948.)
- Balint Vujkov (27. kolovoza 1948. – 1. veljače 1949.)
- Vladislav Kopunović (1. veljače 1949. – 1950.)
- Josip Kujundžić (1950. – 1961.)
- Josip Stipić (22. rujna 1961. – 28. studenoga 1968.)
- Matija Sedlak (28. studenoga 1968. – 1. siječnja 1970.)
- Josip Klarski (1. siječnja 1970. – lipnja 1970.)
- Tomo Kopilović (lipnja 1970. – 23. lipnja 1973.)
- Josip Klarski (23. lipnja 1973. – veljače 1975.)
- Miroljub Vučinić (veljače 1975. – 7. srpnja 1978.)
- Geza Gulka (7. srpnja 1978. – 31. veljače 1980.)
- Boško Krstić (1980. – 1989.)
- Božidar Đuran (1989. – svibnja 1991.)
- Ljubomir Đorđević (svibnja 1991. – 24. srpnja 1992.)
- Milovan Miković (24. srpnja 1992. – 24. listopada 2003.)
- Dragica Pavlović
- Đorđe Dragojlović

## Poznati suradnici
- Oskar Vojnić,[5] Blaško Rajić, Lajčo Budanović, Ivan Kujundžić, Ivan Malagurski Tanar, Ante Jakšić, Jakov Kopilović, Stevan Raičković, Miroslav Štajner, Eugen Verber, Pavao Bačić, Blaško Vojnić Hajduk, Josip Buljovčić, Dušan Slavković, Bela Duranci, Gašpar Ulmer, Tibor Sekelj, Mirko Grlica, Mirko Gotesman, Emil Libman, Kata Martinović Cvijin, Marija Šimoković, László Magyar, Radomir Babin, Viktorija Aladžić (r. Vujković Lamić), Gordana Vujnović-Prćić, Pero Zubac, Lazar Francišković, Đorđe Kuburić, Jasminka Dulić, Alojzije Stantić, Pavao Bašić-Palković, Ivanka Rackov i dr.

## Tiskare
Tipografske usluge za novine prvo su pružali u Tiskari svetog Antuna do 1921., a od tada u Tiskari Minerva, te od 1924. u Tiskari Etelke Rajčić. Od 1930. tipografske usluge pruža Tiskara Josipa Horvata.

## Vanjske poveznice
- Hrv. iseljenički zbornik, 2004.  Arhivirana inačica izvorne stranice od 27. rujna 2007. (Wayback Machine)
- Radio Subotica  Arhivirana inačica izvorne stranice od 28. siječnja 2008. (Wayback Machine) »Subotičke novine« obilježavaju 115. obljetnicu od izlaska prvoga broja.
- Subotičke novine na Internetu.